# Черноручье (Могилёвская область)
Черноручье — агрогородок в Шкловском районе Могилевской области Республики Беларусь. Входил в состав Старошкловского сельсовета.

## География
Расположен на ручье Чёрный, в 23 км к западу от Шклова, в 53 км от Могилёва на автомобильной дороге Р77 «Шклов — Белыничи».

## История

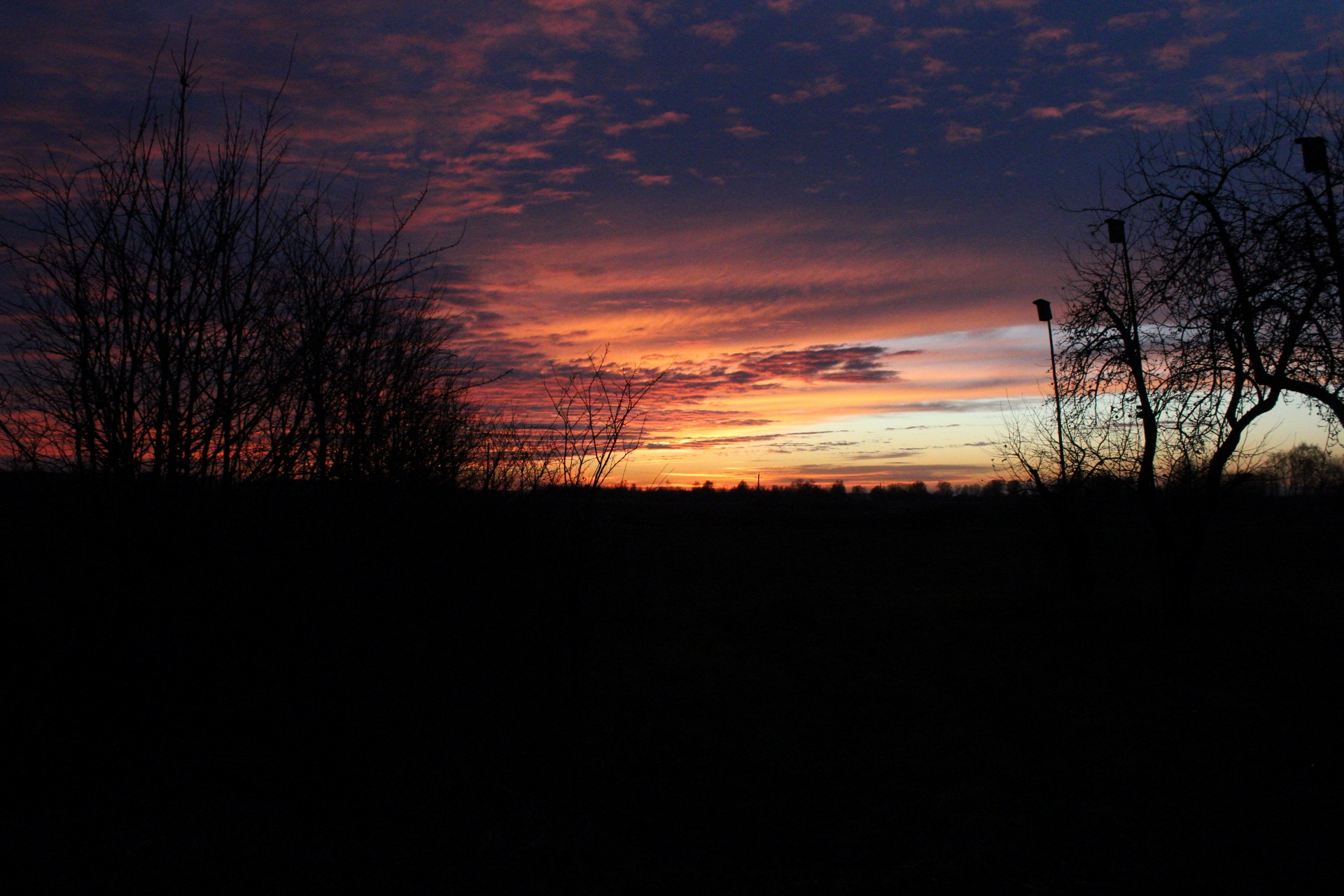
Закат, 2021

Упоминается в 1629 году в составе Шкловского имения.
Упоминается в письме короля польского и великого князя литовского Владислава IV от 17 мая 1636 года.
Упоминается в 1643 году как хутор и село Чернаруч в составе Шкловского прихода в Оршанском повете Великого княжества Литовского.
В 1695 году упоминается как центр фольварка Шкловского графства в Оршанском повете Витебского воеводства.
До 20 ноября 2013 года — административный центр упразднённого Черноручского сельсовета.

## Население
- 2003 год — 279 жителей на 117 дварах[1]

## Инфраструктура
Основа экономики — сельское хозяйство.
Черноручская средняя школа

## Транспорт
Остановка общественного транспорта «Черноручье». 